# Piotr Kuśtrowski
Piotr Kazimierz Kuśtrowski (ur. 5 grudnia 1971 w Łańcucie) – polski chemik,  dr hab. nauk chemicznych, profesor nadzwyczajny i kierownik Zakładu Technologii Chemicznej Wydziału Chemii Uniwersytetu Jagiellońskiego, prorektor UJ w kadencji 2020–2024.

## Życiorys
27 września 2000 obronił pracę doktorską Katalityczne odwodornienie etylobenzenu do styrenu w obecności dwutlenku węgla, 25 października 2007 habilitował się na podstawie pracy. 2 kwietnia 2015 nadano mu tytuł profesora w zakresie nauk chemicznych. Objął funkcję profesora oraz kierownika w Zakładzie Technologii Chemicznej na Wydziale Chemii Uniwersytetu Jagiellońskiego.
Pełnił funkcję dziekana na Wydziale Chemii Uniwersytetu Jagiellońskiego. Prorektor UJ ds. badań naukowych w kadencji 2020–2024.